# Eurhynchiastrum
Eurhynchiastrum ist eine Gattung der Laubmoose aus der Familie Brachytheciaceae. Sie ist verbreitet in der Holarktis und in Mittelamerika.

## Merkmale
Die Pflanzen sind klein bis mittelgroß, grün oder gelblich bis bräunlich und bilden mehr oder weniger starre, struppige, dichte Rasen. Die Stämmchen sind niederliegend bis ausläuferförmig, dicht und unregelmäßig verzweigt. Die zahlreichen Äste sind gerade oder gebogen und etwa drei bis sieben Millimeter lang. Der Stämmchenquerschnitt zeigt einen Zentralstrang, eine Hyalodermis fehlt. 
Die mehr oder weniger abstehenden Blätter sind breit dreieckig-eiförmig und nicht oder kaum faltig. Stämmchenblätter sind zirka einen Millimeter lang und zugespitzt, die Blattränder flach und meist gezähnt. Die kräftige Blattrippe erreicht etwa 80 Prozent der Blattlänge und endet öfters mit einem austretenden Dorn. Astblätter sind kleiner als die Stämmchenblätter, deren Spitze ist oft stumpf und gezähnt. Die mittleren Laminazellen sind linealisch bis wurmförmig, die Blattgrundzellen kürzer und etwas breiter, die Blattflügelzellen sind kurzrechteckig.
Die Seta ist glatt, die Kapsel eiförmig und horizontal, der Deckel geschnäbelt. Die Geschlechterverteilung ist diözisch.

## Systematik und Arten
Die Gattung Eurhynchiastrum war früher Teil der Gattung Eurhynchium und wurde auf Grund von Molekulardaten durch Ignatov & Huttunen 2002 von dieser abgetrennt.
Bis zum Jahr 2016 war die Gattung Eurhynchiastrum monotypisch mit nur der einen Art Eurhynchiastrum pulchellum. Von Guerra wurde 2015/2016 davon Eurhynchiastrum diversifolium als eigenständige Art abgetrennt, da eine klare morphologische und ökologische Unterscheidung beschrieben wird.
Danach besteht die Gattung aus den zwei Arten:
- Eurhynchiastrum diversifolium (Schimp.) J. Guerra
- Eurhynchiastrum pulchellum (Hedw.) Ignatov & Huttunen